# Rocky road (dessert)
Pour les articles homonymes, voir Rocky Road to Dublin et Rocky.

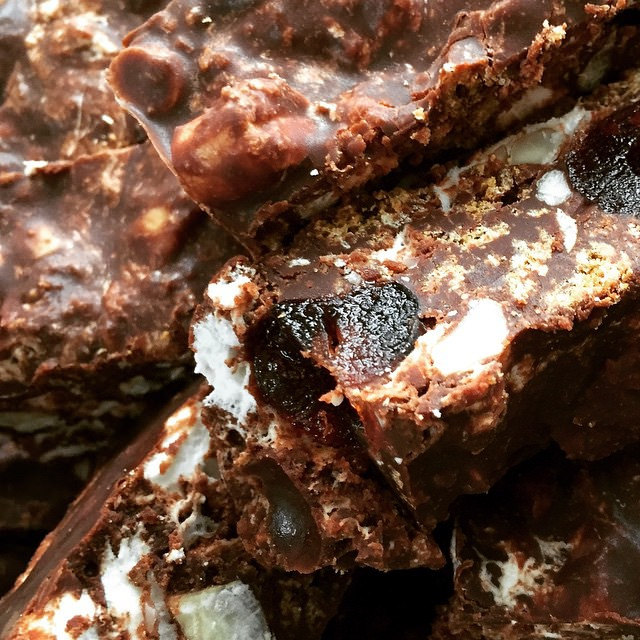
Rocky road.

La rocky road (« route rocheuse ») est une préparation à base de chocolat garni, au choix selon la recette, de guimauves, cerises glacées, raisins secs, éclats de biscuits ou fruits à coque.
La rocky road a une texture à la fois fondante et croquante et un aspect bosselé, d'où son nom évoquant un chemin de montagne accidenté. Les variations sont nombreuses mais dans tous les cas sa préparation reste rapide et facile. Elle peut agrémenter des gâteaux (brownies, cookies, etc.), des glaces ou être consommée directement sous forme de chocolat à croquer.

## Galerie

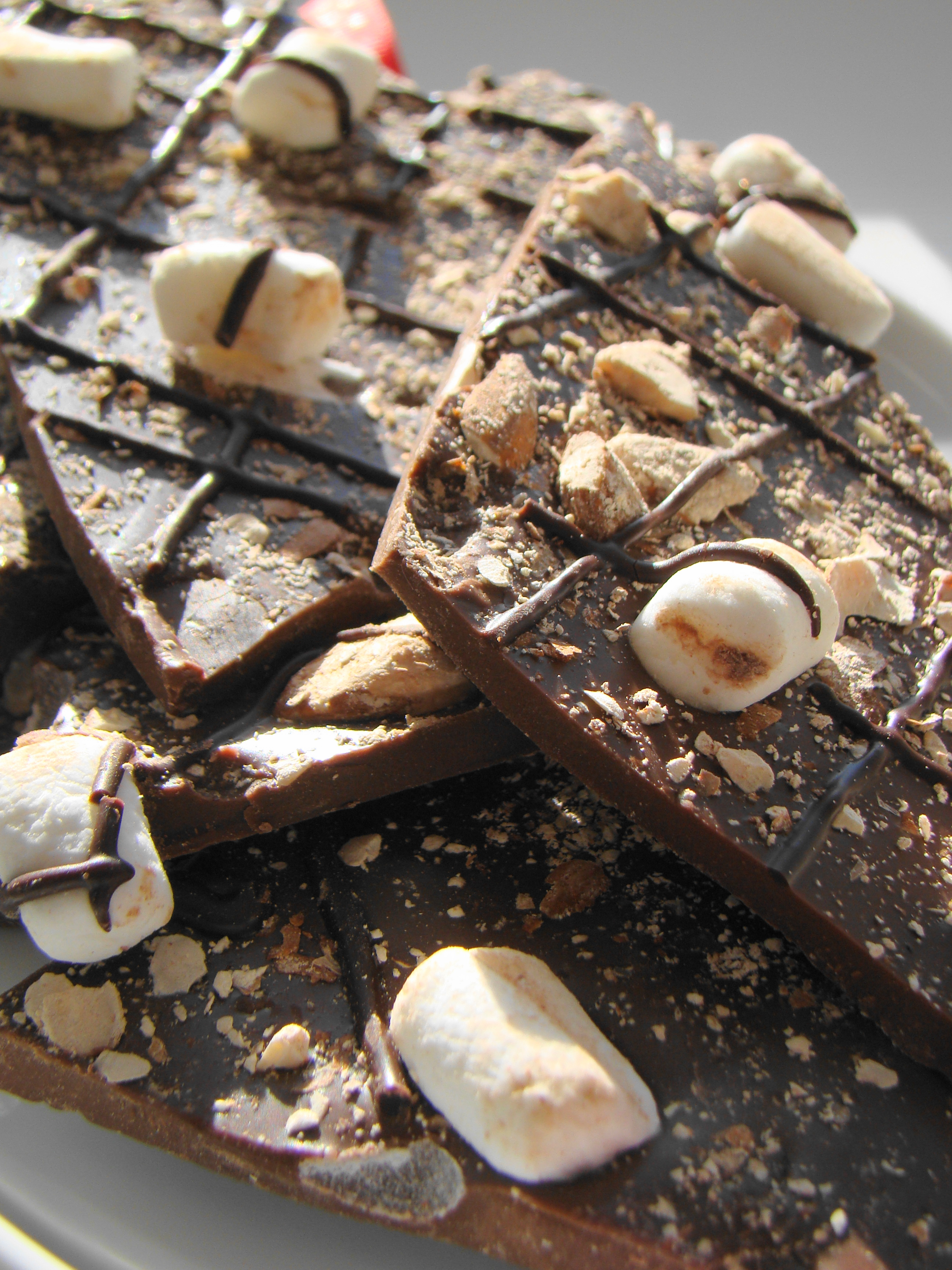
Rocky road en tablette.
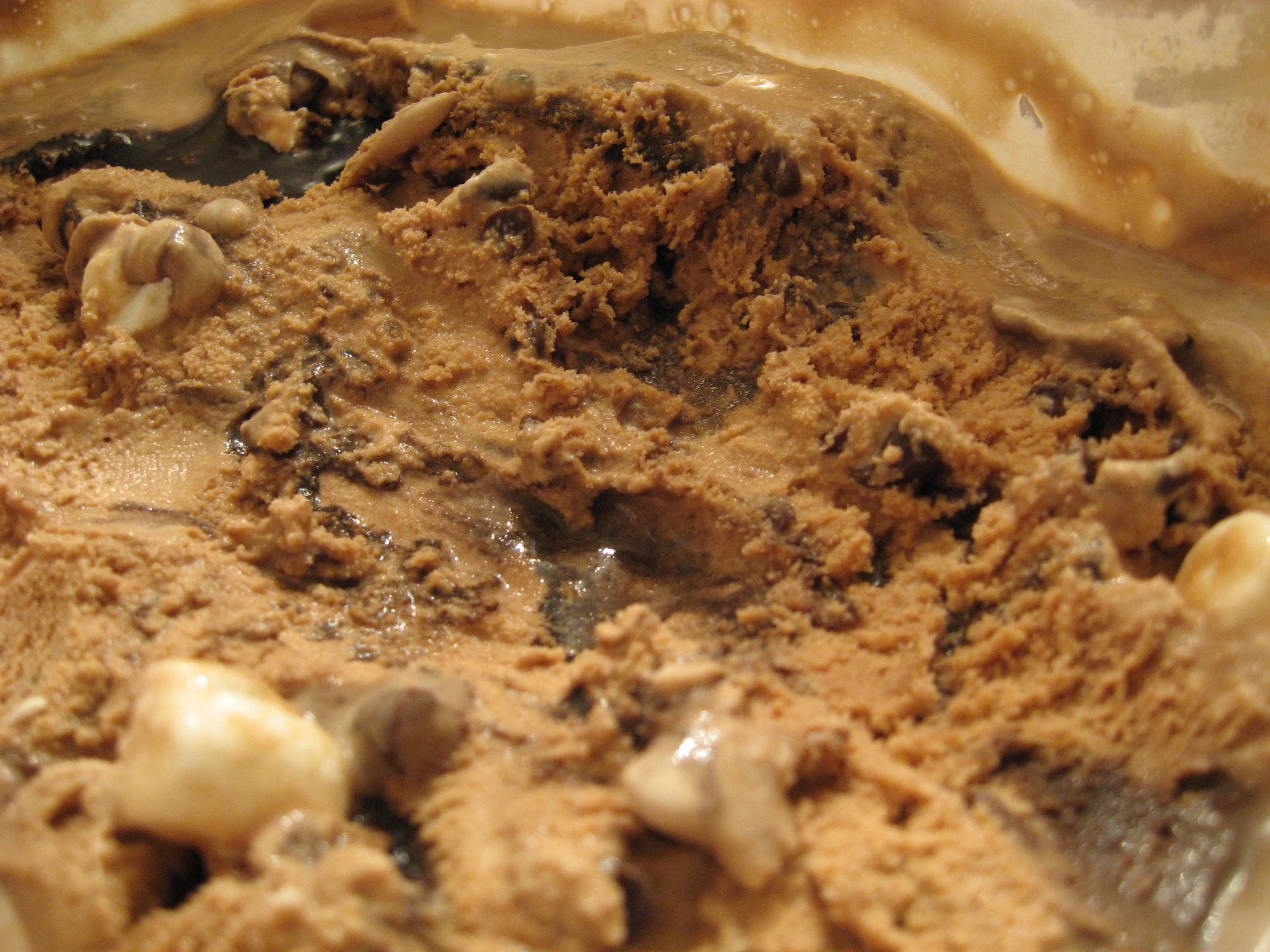
Rocky road en crème glacée.
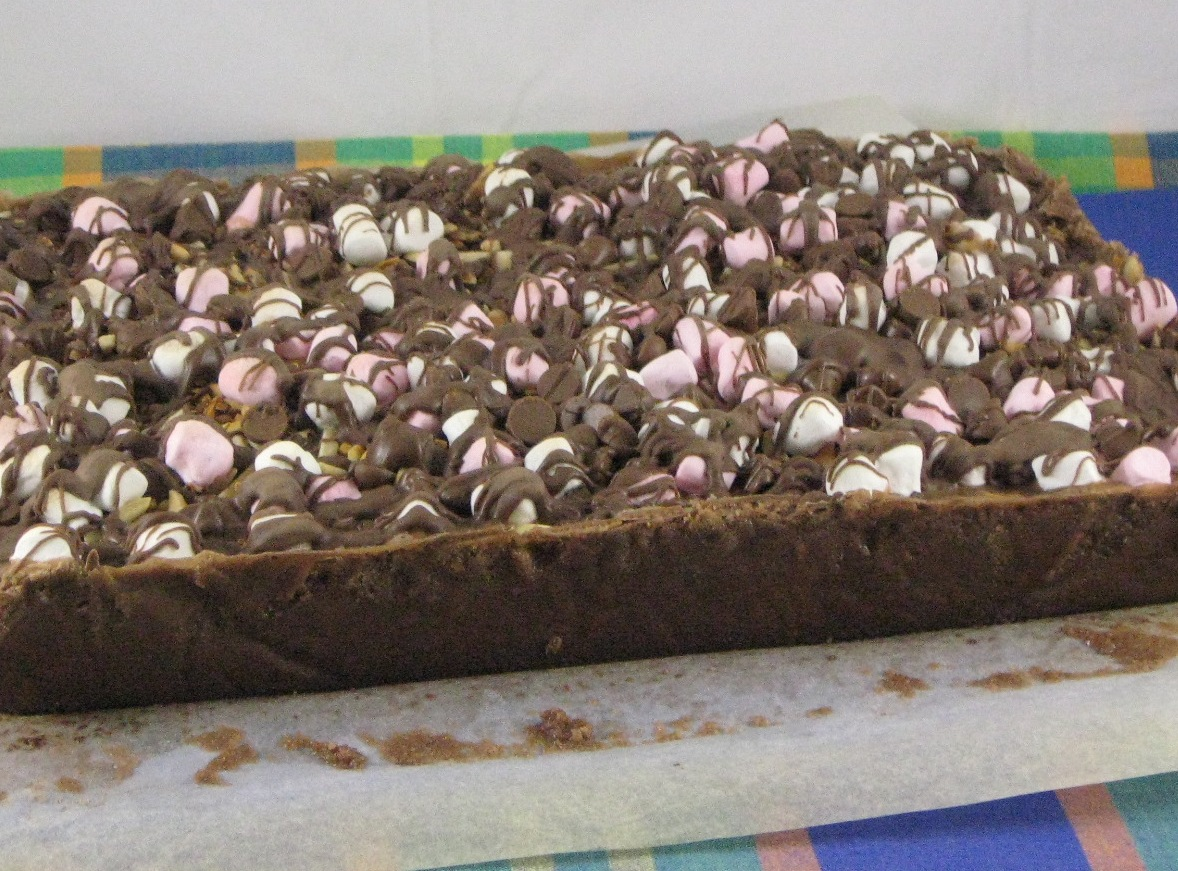
Rocky road en brownie.
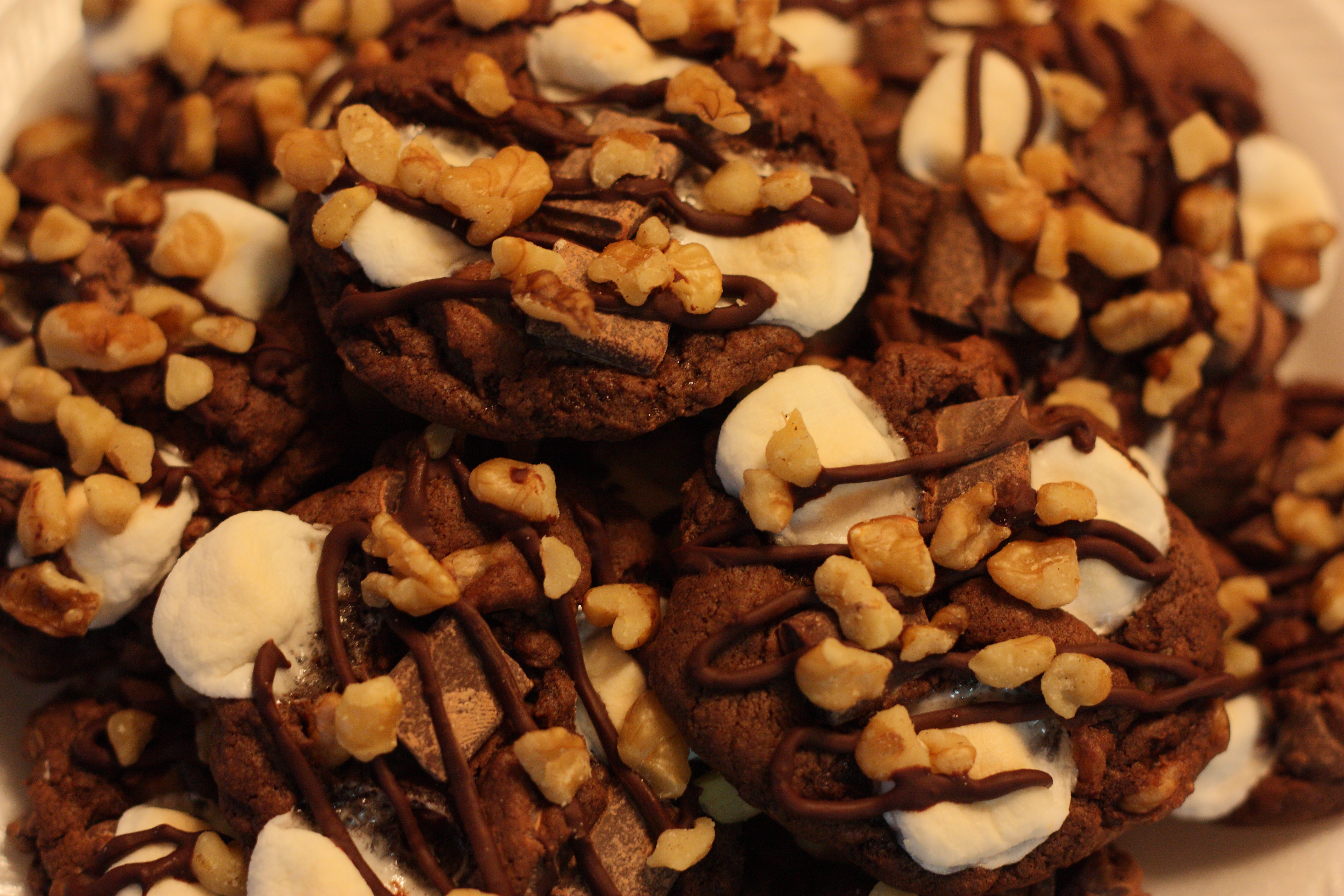
Rocky road en cookie.